# Khalanga
Khalanga, ook Baitadi Khalanga, is een deel van de stad Dasharathchanda, de hoofdstad van het district Baitadi. De plaats telde bij de volkstelling in 1991 5.352 inwoners. De stad Dasharathchanda telde 16.791 inwoners tijdens de census 2011.